# Aion V
Der Aion V ist ein batterieelektrisch angetriebenes Sport Utility Vehicle der zur Guangzhou Automobile Industry Group gehörenden Marke Aion.

## 1. Generation (seit 2020)
Vorgestellt wurde die erste Generation der Baureihe Ende April 2020. Im Juni 2020 kam sie als drittes Modell der Marke in China auf den Markt. Eine überarbeitete Version des SUV wurde im September 2021 präsentiert. Fortan wird die Baureihe als Aion V Plus vermarktet.
Eine Version von Mitsubishi Motors wurde zwischen 2022 und 2023 auf Basis des Aion V als Mitsubishi Airtrek verkauft. Mit dem Eupheme wurde in China bereits zwischen 2017 und 2019 ein Mitsubishi-Modell auf Basis eines GAC angeboten.

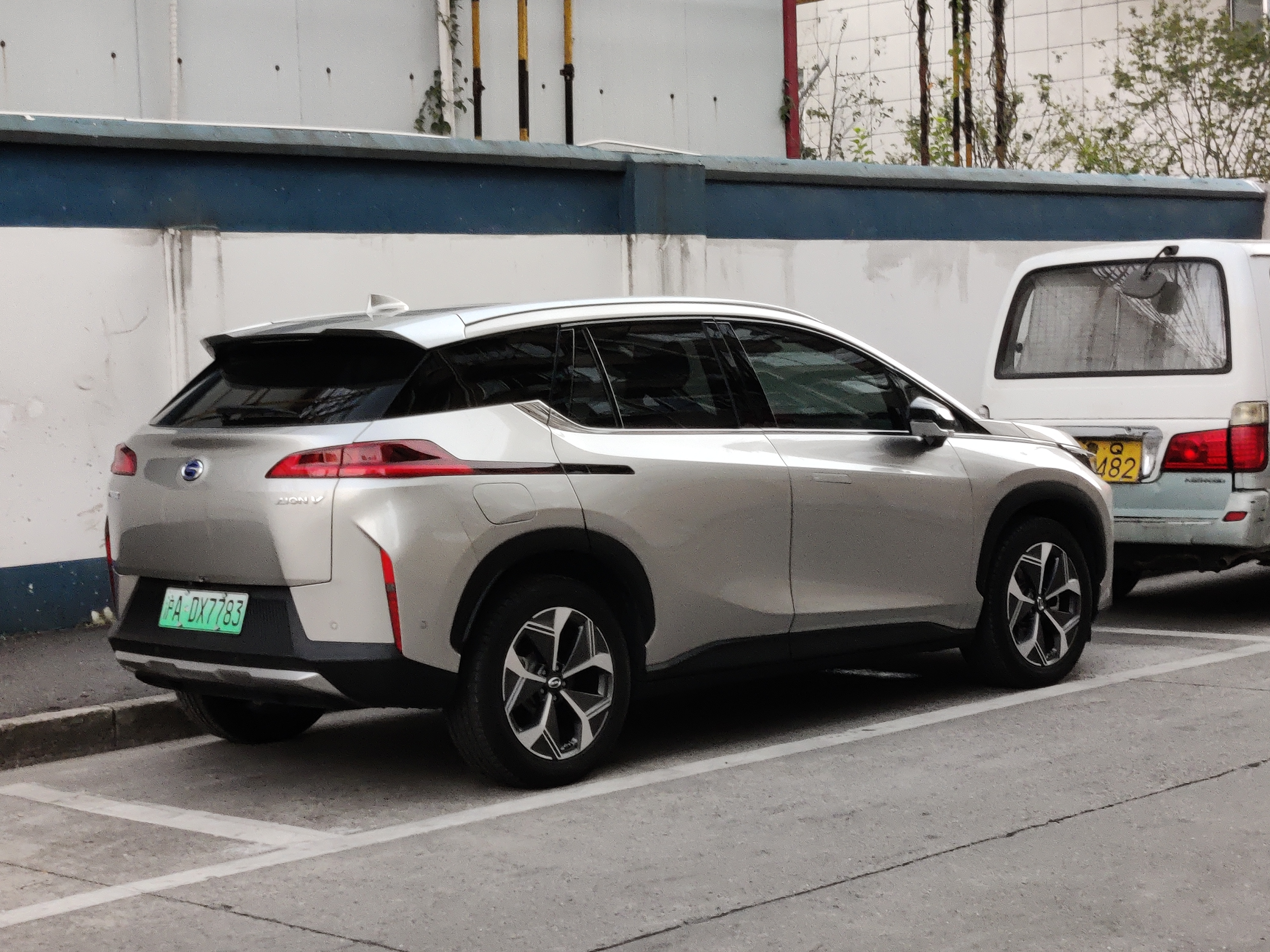
Heckansicht
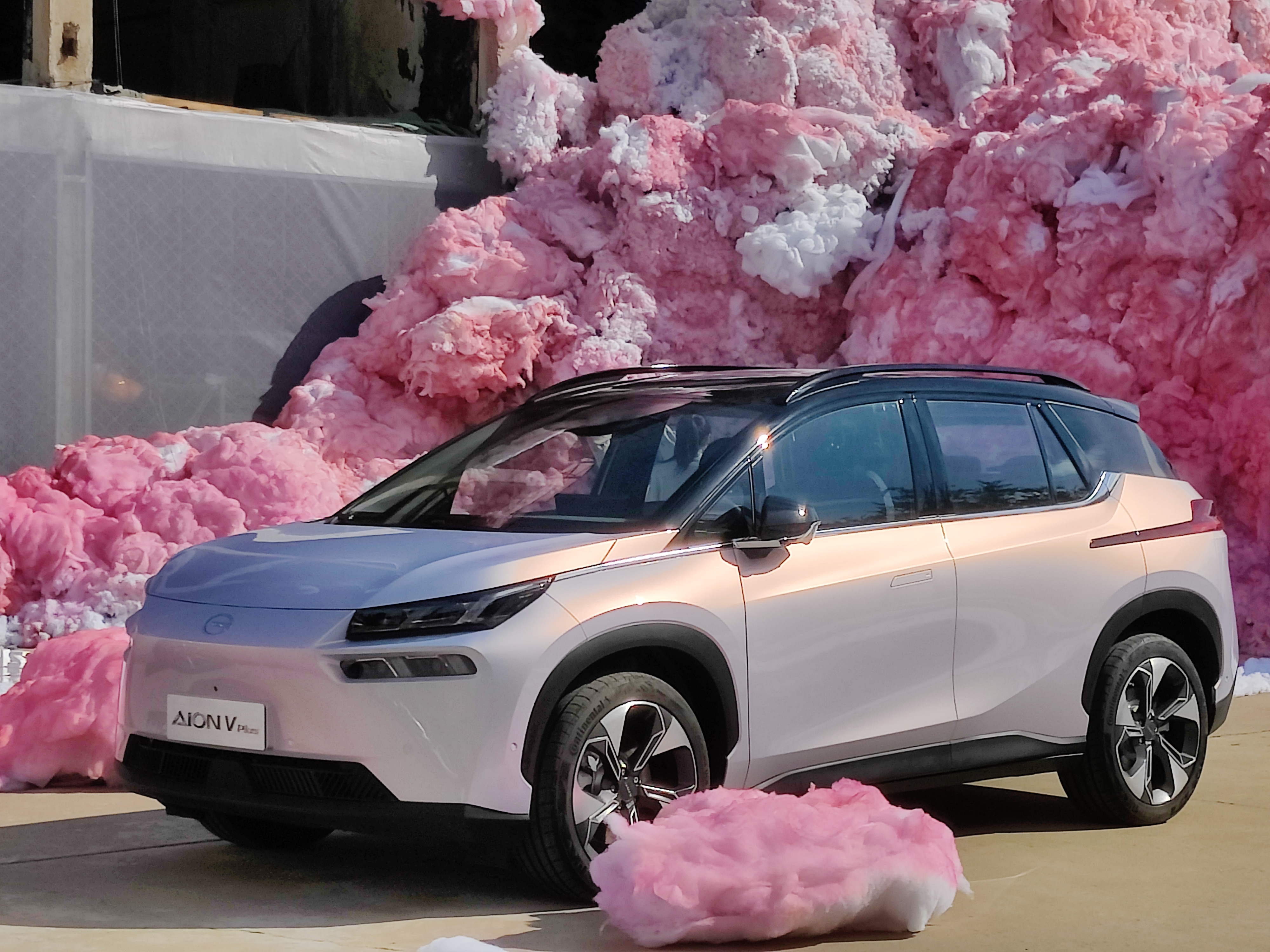
Aion V Plus (seit 2021)
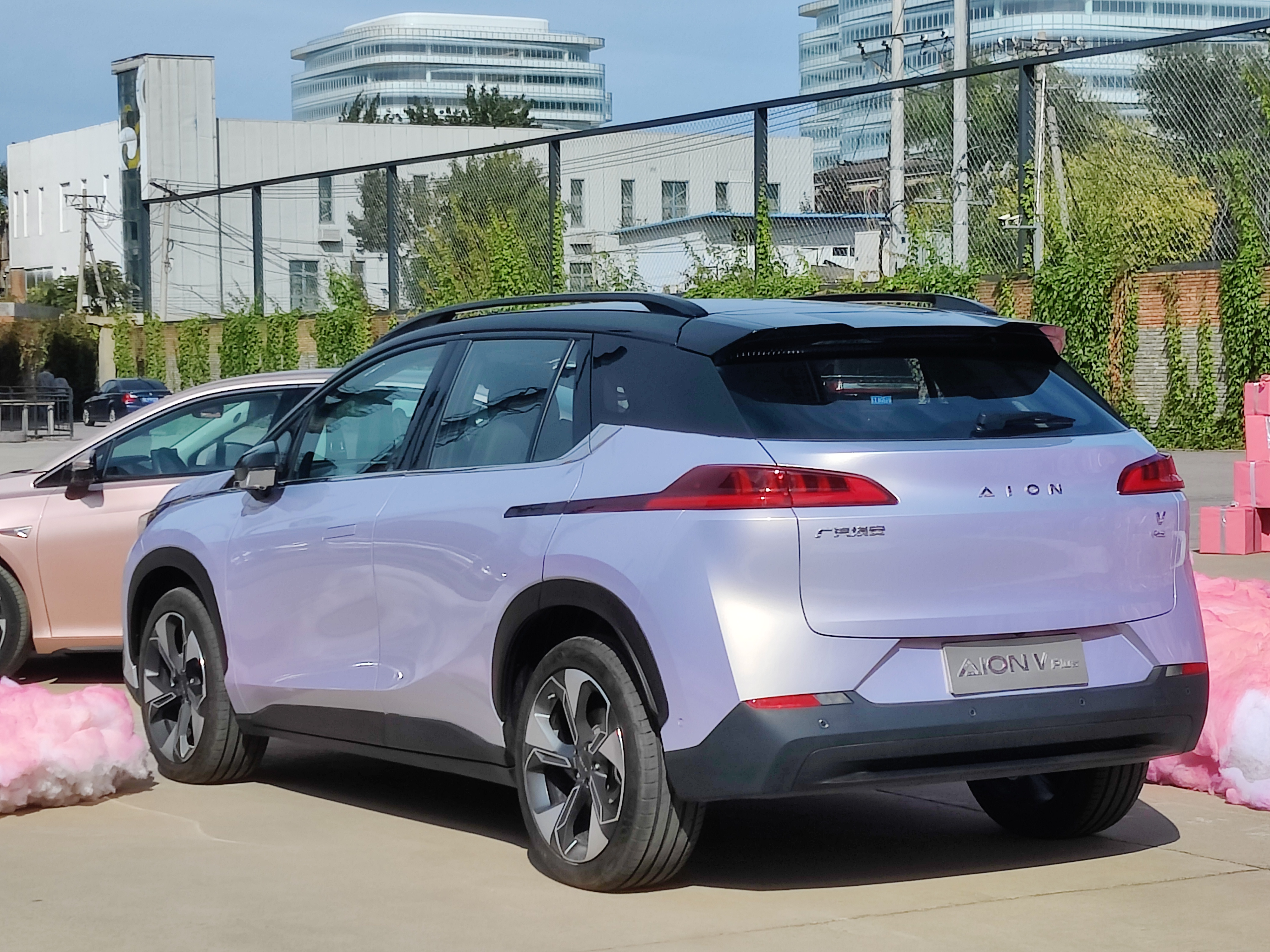
Heckansicht

### Technische Daten
Für das SUV stand zum Marktstart ein Lithium-Ionen-Akkumulator von CATL in drei Größen zur Wahl. Die Reichweite wird mit bis zu 600 km nach NEFZ angegeben. Ab September 2021 soll der Aion V auch mit einem Graphen-Akku erhältlich sein, der Laden mit bis zu 600 Ampere ermöglichen soll. An der Vorderachse kommen MacPherson-Federbeine zum Einsatz. Im bis März 2021 angebotenen Basismodell hat der Aion V an der Hinterachse eine Verbundlenkerachse. In den übrigen Varianten kommt eine Mehrlenkerachse zum Einsatz.
|                             | V 60                          | V 70                          | V 80                          | V Plus 60                     | V Plus 70                     | V Plus 70                     | V Plus 70                     | V Plus 80                     | V Plus 90                     |
| --------------------------- | ----------------------------- | ----------------------------- | ----------------------------- | ----------------------------- | ----------------------------- | ----------------------------- | ----------------------------- | ----------------------------- | ----------------------------- |
| Bauzeitraum                 | 06/2020–03/2021               | 06/2020–09/2021               | 06/2020–09/2021               | seit 06/2023                  | seit 09/2022                  | seit 09/2021                  | seit 09/2021                  | seit 09/2021                  | 09/2021–06/2023               |
| Motorkenndaten              |                               |                               |                               |                               |                               |                               |                               |                               |                               |
| Motorart                    | Permanentmagnet-Synchronmotor | Permanentmagnet-Synchronmotor | Permanentmagnet-Synchronmotor | Permanentmagnet-Synchronmotor | Permanentmagnet-Synchronmotor | Permanentmagnet-Synchronmotor | Permanentmagnet-Synchronmotor | Permanentmagnet-Synchronmotor | Permanentmagnet-Synchronmotor |
| max. Leistung               | 135 kW (184 PS)               | 135 kW (184 PS)               | 135 kW (184 PS)               | 180 kW (245 PS)               | 165 kW (224 PS)               | 165 kW (224 PS)               | 165 kW (224 PS)               | 165 kW (224 PS)               | 200 kW (272 PS)               |
| max. Drehmoment             | 350 Nm                        | 350 Nm                        | 350 Nm                        | k. A.                         | k. A.                         | k. A.                         | k. A.                         | k. A.                         | k. A.                         |
| Kraftübertragung            |                               |                               |                               |                               |                               |                               |                               |                               |                               |
| Antrieb                     | Vorderradantrieb              | Vorderradantrieb              | Vorderradantrieb              | Vorderradantrieb              | Vorderradantrieb              | Vorderradantrieb              | Vorderradantrieb              | Vorderradantrieb              | Vorderradantrieb              |
| Getriebe                    | Festes Übersetzungsverhältnis | Festes Übersetzungsverhältnis | Festes Übersetzungsverhältnis | Festes Übersetzungsverhältnis | Festes Übersetzungsverhältnis | Festes Übersetzungsverhältnis | Festes Übersetzungsverhältnis | Festes Übersetzungsverhältnis | Festes Übersetzungsverhältnis |
| Antriebsbatterie            |                               |                               |                               |                               |                               |                               |                               |                               |                               |
| Zellchemie                  |                               |                               |                               | LFP                           |                               | LFP                           |                               |                               |                               |
| Energieinhalt               | 52,4 kWh                      | 70 kWh                        | 80 kWh                        | 54,4 kWh                      | 69,9 kWh                      | 71,8 kWh                      | 72,3 kWh                      | 80 kWh                        | 95,8 kWh                      |
| Messwerte                   |                               |                               |                               |                               |                               |                               |                               |                               |                               |
| Höchstgeschwindigkeit       | k. A.                         | k. A.                         | k. A.                         | k. A.                         | 185 km/h                      | 185 km/h                      | 185 km/h                      | 185 km/h                      | 185 km/h                      |
| Beschleunigung, 0–100 km/h  | k. A.                         | k. A.                         | k. A.                         | 9,5 s                         | 7,9 s                         | 7,9 s                         | 7,9 s                         | 7,6 s                         | 6,9 s                         |
| Energieverbrauch auf 100 km | 14,3 kWh                      | 14,9 kWh                      | 14,8 kWh                      | k. A.                         | 14,9 kWh                      | 15,3 kWh                      | 15,1 kWh                      | 14,8 kWh                      | 15,4 kWh                      |
| Reichweite nach NEFZ        | 400 km                        | 500 km                        | 600 km                        | 600 km                        | 500 km                        | 500 km                        | 500 km                        | 600 km                        | 702 km                        |

## 2. Generation (seit 2024)
Die zweite Generation des Aion V wurde im April 2024 auf der Beijing Auto Show vorgestellt. Die Markteinführung in China erfolgte im Juli 2024. Eine Modellpflege wurde im August 2025 gezeigt. Als erstes Modell der Marke soll dieses Modell auch exportiert werden. Mit einer Länge von 4,61 Metern, einer Breite von 1,85 Metern und einer Höhe von 1,69 Metern ist das Fahrzeug etwas kleiner als die erste Generation. Es stehen drei Akkugrößen zur Wahl.
Aut der Shanghai Auto Show im April 2025 wurde gemeinsam mit dem Fahrdienstleister DiDi eine Version mit 33 Sensoren vorgestellt, die nach Autonomiestufe 4 fahren können soll. Ein Demonstrationsbetrieb soll 2026 in China beginnen.

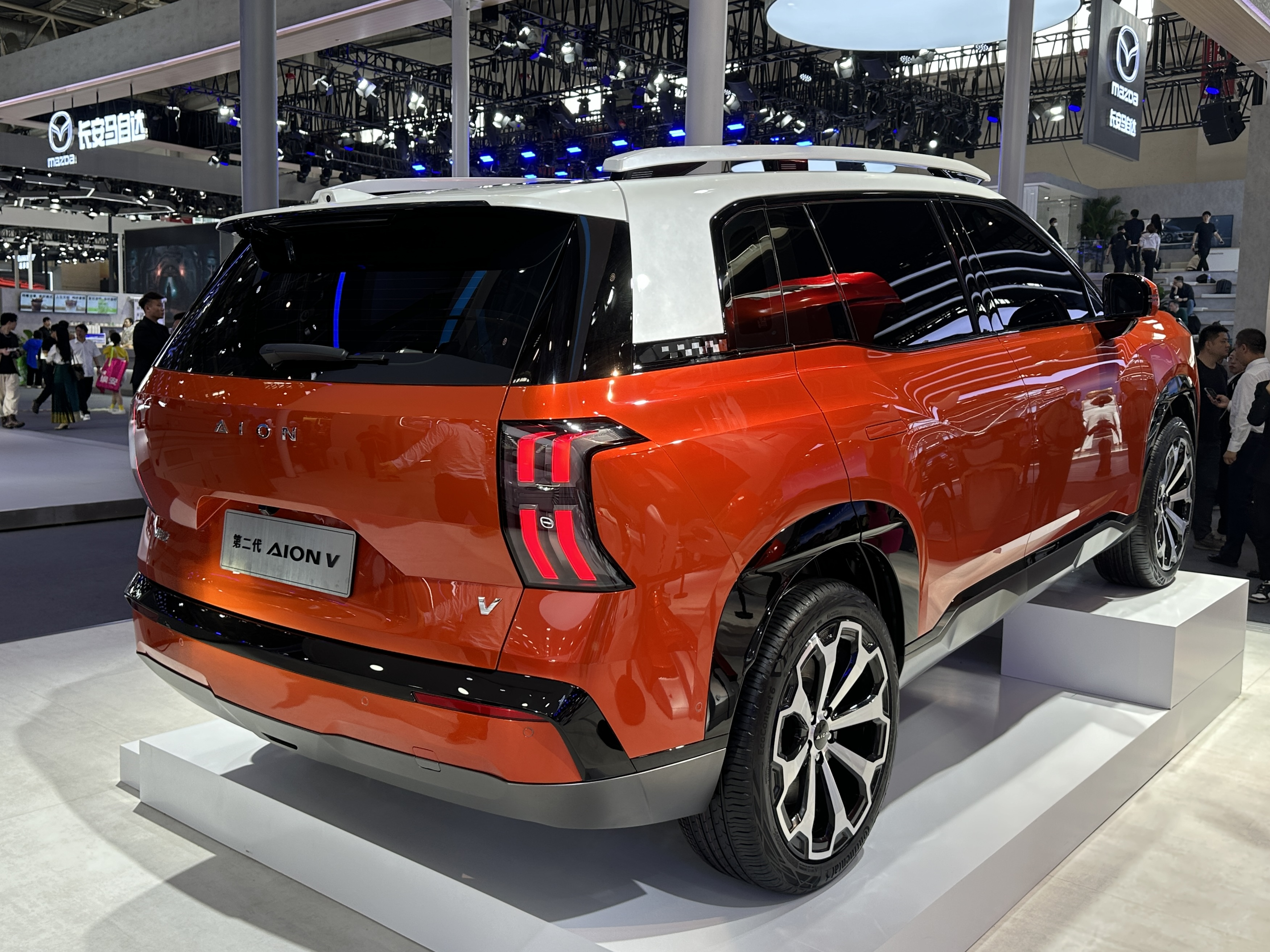
Heckansicht

### Technische Daten
|                             | V 520                         | V 650                         | V 750                         |
| --------------------------- | ----------------------------- | ----------------------------- | ----------------------------- |
| Bauzeitraum                 | seit 07/2024                  | seit 07/2024                  | seit 07/2024                  |
| Motorkenndaten              |                               |                               |                               |
| Motorart                    | Permanentmagnet-Synchronmotor | Permanentmagnet-Synchronmotor | Permanentmagnet-Synchronmotor |
| max. Leistung               | 150 kW (204 PS)               | 165 kW (224 PS)               | 165 kW (224 PS)               |
| max. Drehmoment             | 240 Nm                        | 240 Nm                        | 240 Nm                        |
| Kraftübertragung            |                               |                               |                               |
| Antrieb                     | Vorderradantrieb              | Vorderradantrieb              | Vorderradantrieb              |
| Getriebe                    | Festes Übersetzungsverhältnis | Festes Übersetzungsverhältnis | Festes Übersetzungsverhältnis |
| Antriebsbatterie            |                               |                               |                               |
| Zellchemie                  | LFP                           | LFP                           | LFP                           |
| Energieinhalt               | 62,7 kWh                      | 75,3 kWh                      | 90,2 kWh                      |
| Messwerte                   |                               |                               |                               |
| Höchstgeschwindigkeit       | 160 km/h                      | 160 km/h                      | 160 km/h                      |
| Beschleunigung, 0–100 km/h  | 7,9 s                         | 7,9 s                         | 7,9 s                         |
| Energieverbrauch auf 100 km | 12,8 kWh                      | 12,8 kWh                      | 12,9 kWh                      |
| Reichweite nach CLTC        | 520 km                        | 650 km                        | 750 km                        |